# Сежхово
Сежхово (пол. Sierzchowo) — село в Польщі, у гміні Ваґанець Александровського повіту Куявсько-Поморського воєводства.
Населення — 277 осіб (2011).
У 1975-1998 роках село належало до Влоцлавського воєводства.

## Демографія
Демографічна структура станом на 31 березня 2011 року:
|          | Загалом | Допрацездатний вік | Працездатний вік | Постпрацездатний вік |
| -------- | ------- | ------------------ | ---------------- | -------------------- |
| Чоловіки | 135     | 24                 | 100              | 11                   |
| Жінки    | 142     | 26                 | 87               | 29                   |
| Разом    | 277     | 50                 | 187              | 40                   |